# Gaston Tong Sang
Gaston Tong Sang (Bora Bora, 7 d'agost de 1949) és un polític de la Polinèsia Francesa, actual President de la Polinèsia Francesa i alcalde de Bora Bora des de desembre de 1989 i conseller territorial de les Illes de Sotavent des de 1991. Va fer estudis superiors a França, es graduà en enginyeria a Lilla i fou professor de matemàtiques a un liceu de Bordeus. El 1976 va tornar a Polinèsia i va treballar uns anys com a enginyer civil
Membre del partit Tahoera'a Huiraatira, el 1984 fou conseller de Boris Léontieff i va ocupar diversos càrrecs de govern el 1986-1987, el 1991-2001 i el 2001-2004.
Va ser candidat a les eleccions presidencials de març de 2005, sent derrotat a l'Assemblea de la Polinèsia Francesa per Oscar Temaru. El 26 de desembre de 2006 va ser designat President per 31 vots a favor i 26 en contra. El 18 de gener de 2007 Tong Sang va superar una moció de censura presentada pel partit d'Oscar Temaru, però poc després va caure quan aquest es va aliar amb el seu aliat Gaston Flosse. Això va provocar que abandonés el partit per a crear la seva pròpia força política, O Porinetia To Tatou Ai'a, el 2007, que el juny de 2009 va signar un acord d'associació amb la Unió pel Moviment Popular (UMP).
Amb aquesta formació va cercar aliança amb els sectors autonomistes més radicals i es va aliar amb Temaru a les eleccions legislatives de Polinèsia Francesa de 2008, després de les quals fou novament elegit president de la Polinèsia Francesa.